# Betriebshof R-1 Wola

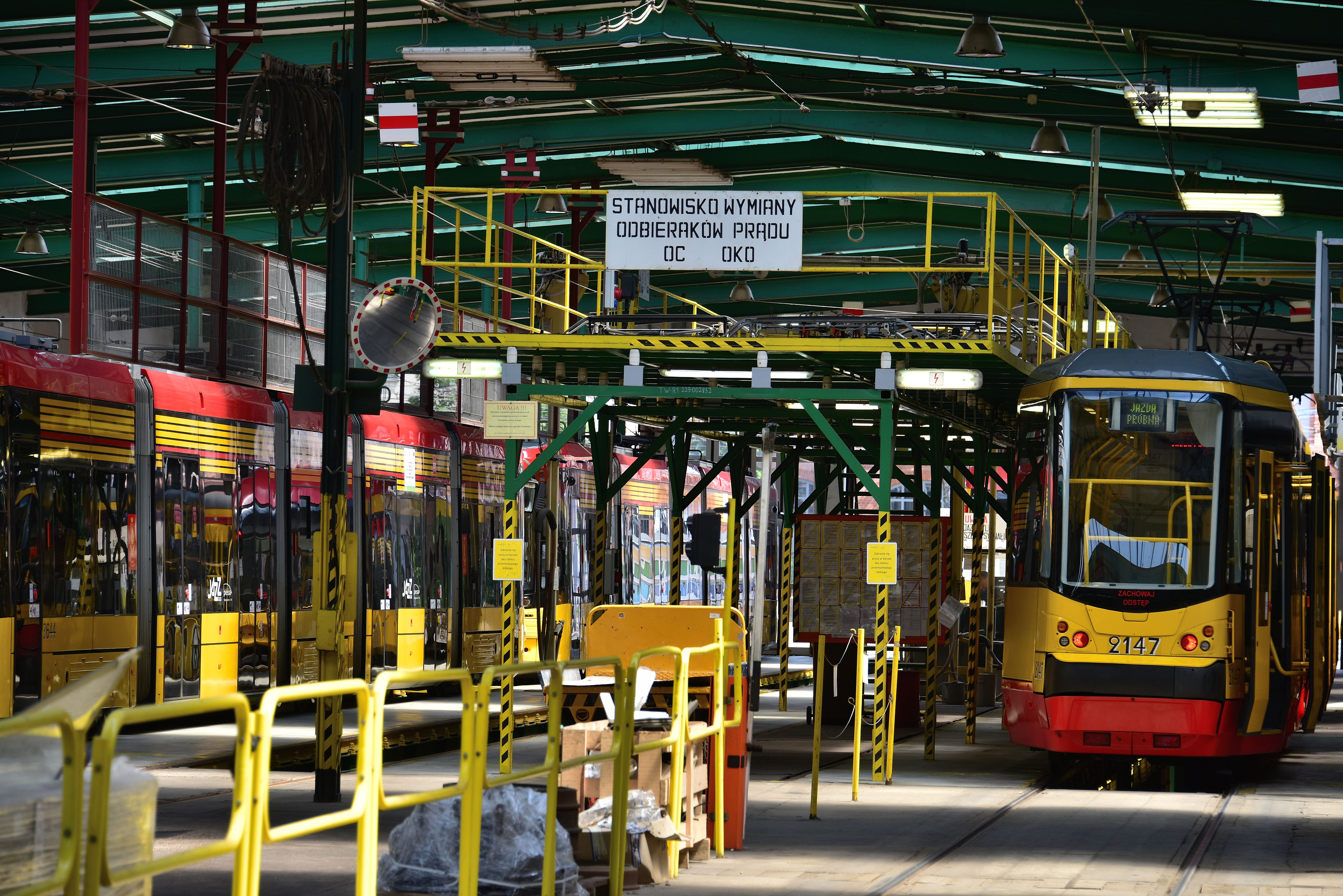
Innenbereich einer Depothalle, 2017

Der Betriebshof R-1 Wola (polnisch: Zakład Eksploatacji Tramwajów R-1 Wola) ist der älteste noch genutzte Betriebshof der Warschauer Straßenbahn. Die Anlage liegt im Stadtteil Wola und geht auf ein im Jahr 1903 an dieser Stelle eingerichtetes Depot der damaligen Warschauer Pferdebahn zurück. Die Anlage befindet sich in der Ulica Młynarska 2.

## Komplex
Das Depot, welches aus dem in einer westlich gelegenen Halle untergebrachten Betriebshof (Zakład Realizacji Przewozy) R-1 und der Instandsetzungswerkstatt (Zakłady Naprawy Tramwajów) T-3 in einer ostwärtigen Halle besteht, ist Teil eines größeren Komplexes von Einrichtungen der Warschauer Straßenbahnen. Dazu gehören auch der Sitz der Geschäftsleitung sowie Verwaltungsgebäude und ein Schulungszentrum entlang der Ulica Siedmiogrodzka und der Ulica Skierniewicka.

## Geschichte

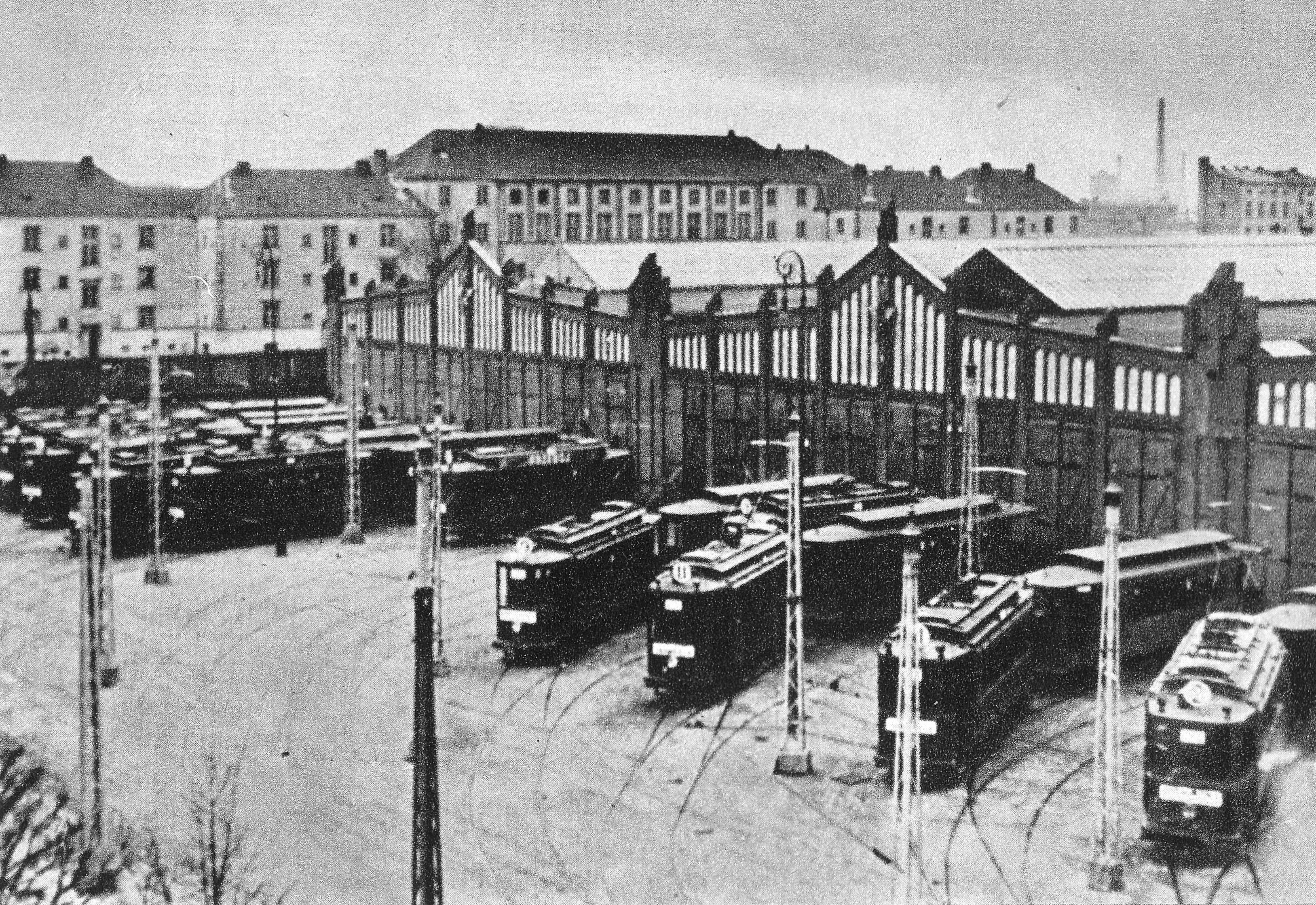
Das Depot in der Zwischenkriegszeit

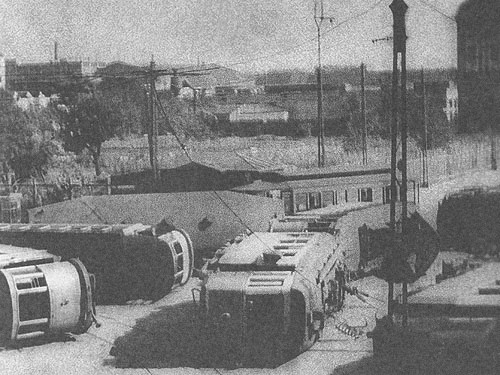
Als Barrikade genutzte, umgestürzte Straßenbahnwagen auf dem Depotgelände im August 1944

Aus dem ursprünglichen vierten Pferdebahn-Depot Warschaus wurde 1907 im Zusammenhang mit den Plänen zur Elektrifizierung des Straßenbahnnetzes eine achtgleisige Depothalle mit einer Kapazität für 56 Triebwagen errichtet. Daneben entstanden eine Schreinerei sowie Lager-, Lackier- und ein Heizungsgebäude. Die Zufahrt zum Gelände lag an der Kreuzung der Straßen Ulica Wolska und Ulica Młynarska. Auf der gegenüberliegenden Seite der Młynarska wurden Hallen für die Instandsetzung errichtet.
Der mit der Elektrifizierung einhergehende schnelle Ausbau des Straßenbahnnetzes in Warschau führte schnell zu Kapazitätsengpässen im Depot. Bereits im Jahr 1914 mussten zwei weitere Abstellhallen – beide mit Werkstattgruben – errichtet werden. Das Depot konnte nun bis zu 168 Einheiten aufnehmen. Ab 1920 wurden hier neben Straßenbahnen auch Busse der Marken Benz-Gaggenau und Saurer (später auch SOMUA-Busse) gewartet und untergestellt – womit es auch das erste Busdepot der Stadt war.
In den ersten Jahren des Zweiten Weltkriegs blieb die Anlage weitgehend unbeschädigt. Am 1. August 1944 wurde das Depot von Aufständischen besetzt und diente kurze Zeit als wichtiges Zentrum des Widerstandes der polnischen Heimatarmee. Am 5. August 1944 eroberten deutsche Truppen mit Unterstützung von Kampfpanzern der Panzer-Division „Hermann Göring“ die Anlage. In den Folgetagen kam es im Rahmen des als Massakers von Wola bekanntgewordenen Kriegsverbrechen deutscher Einheiten auf dem Depotgelände zu Vergeltungsmassakern an der umliegend wohnenden Zivilbevölkerung; die Leichen wurden vor Ort verbrannt. Die Betriebsgebäude wurden angesteckt; dabei wurde auch die technische Ausstattung sowie der Großteil des rollenden Materials zerstört.
Nach dem Krieg wurde der Betriebshof wieder aufgebaut. Ab 1951 ermöglichte eine zweite Zufahrt ein zeitsparendes Durchlaufen von Zügen. 1967 erhielt das Depot seine heutige Bezeichnung. Von 1972 bis 1974 erfolgte eine umfassende Modernisierung.
Die erstmalige Durchführung des „Tages  des Öffentlichen Verkehrs“ in Warschau fand im Jahr 2002 im Depot Wola statt. Im von der Corona-Pandemie geprägten Jahr 2020 wurde ein virtuelles Museum eröffnet. In Kooperation mit Google Street View kann ein Einblick in das Innere des Betriebshofes genommen werden.
Das Depot verfügte im Sommer 2017 über 150 Triebzüge – darunter befanden sich 28 Konstal 105Ni, 45 Konstal 105N2k, 13 Pesa Swing 120Na, 30 HCP 123N und 15 Pesa Jazz 128N.

## Architektur

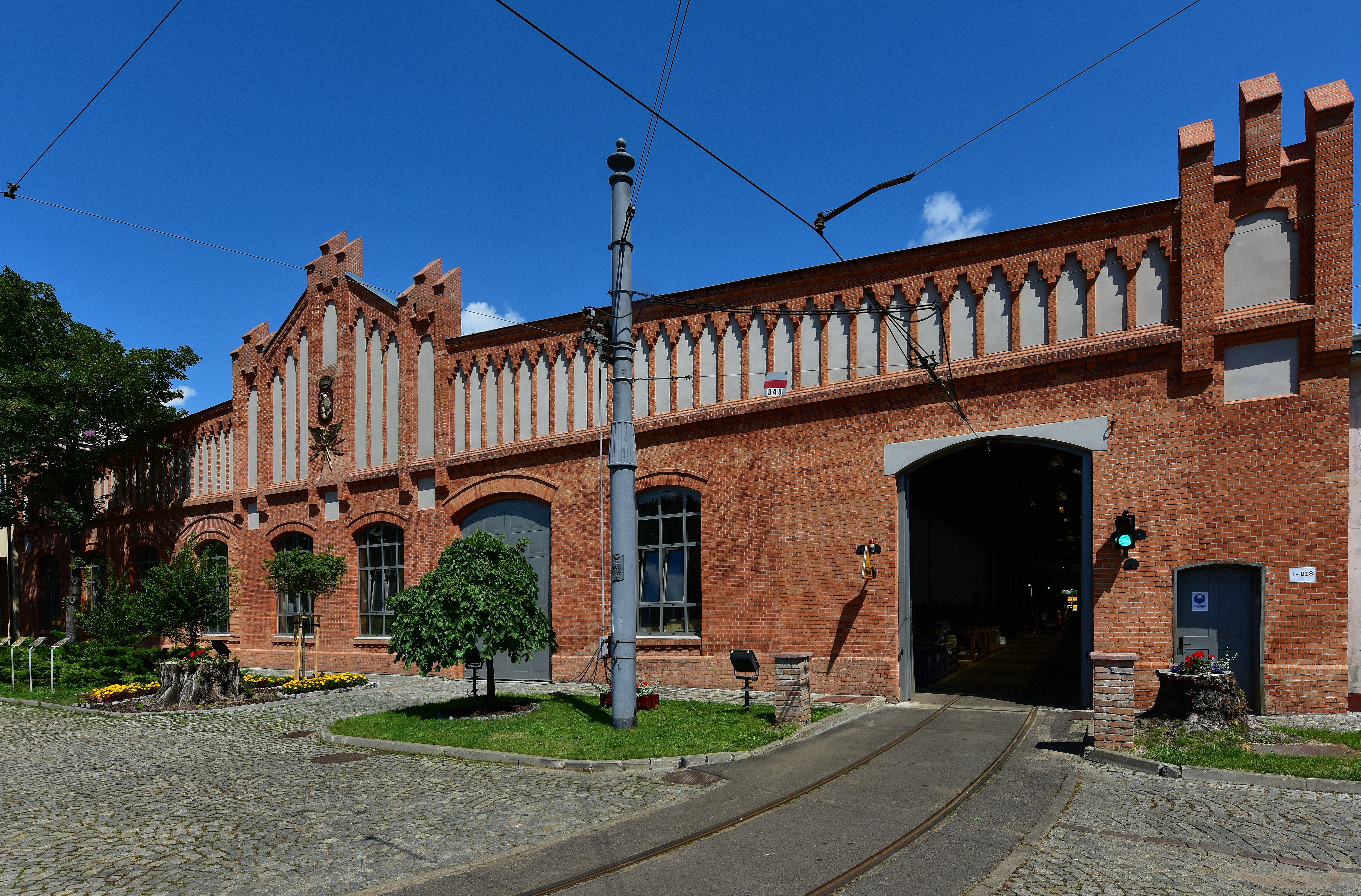
Die historische Fassade der Werkstatthalle im Jahr 2017

Aus der Zeit vor dem Zweiten Weltkrieg ist nur die Backsteinfassade im neugotischen Stil der ostwärtigen Halle (Werkstatt) erhalten. Sie zeigt die Architektur der ersten Depotanlage. Das Gebäudefragment ist im städtischen Denkmalregister erfasst.
Auf dem Zaun des Depots an der Ulica Siedmiogrodzka befindet sich ein Wandgemälde zur Geschichte der Warschauer Straßenbahn. Das 100 Meter lange Gemälde wurde 2018 ausgeführt und zeigt unterschiedliche Fahrzeugtypen vor Warschauer Panoramen.